# Johann Hamann (Fotograf)

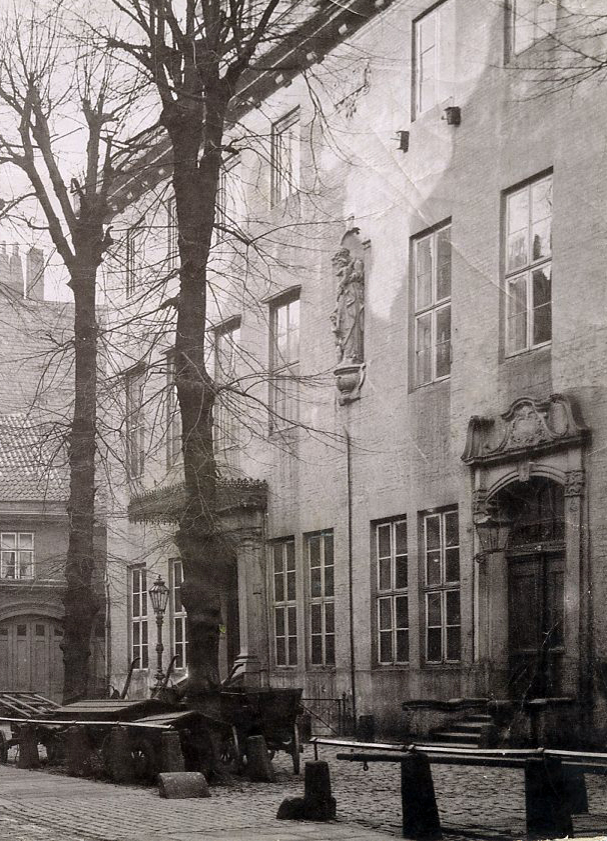
Mortzenhaus, Alter Wandrahm № 20 und 21, Hamburg, Johann Hamann, Aufnahme vor 1885

Johann Hinrich W. Hamann (* 26. Januar 1859 in Reinfeld; † 11. Dezember 1935 in Hamburg) war ein deutscher Fotograf.

## Leben und erste Erfolge als Fotograf
Johann Hamann besuchte eine Schule in seinem Geburtsort Reinfeld, wo ihn Joachim Mähl unterrichtete. Um 1875 absolvierte er eine Buchdruckerlehre in Oldesloe. Auf Anregung seines Onkels Hans Haamann wechselte er zur Fotografie und fand eine Anstellung als Retuscheur im Daguerre-Atelier von Emilie Bieber in der Großen Bäckerstraße 26 in Hamburg. Das Atelier hatte sich auf handkolorierte Porträts spezialisiert, die von Gemälden kaum zu unterscheiden waren. Gemäß den Zunftregeln ging Hamann anschließend für längere Zeit als Photographengeselle auf die Walz durch ganz Deutschland und lernte in renommierten Ateliers neue Labor-, Foto- und Filmtechniken kennen.
1887 heiratete Hamann Christine Kaffka (1861–1927), die gelernte Retuscheurin war, was seinerzeit einen für Frauen ungewöhnlichen Beruf darstellte. Das Ehepaar bekam die Kinder Heinrich, Magdalene Anne (1887–1903), Katharina Klara L, genannt Käthe (1898–1990) und Bertha Marie F. (1901–1987). Johann Hamann eröffnete am 1. April 1889 im Hamburger Gängeviertel in der Neustädter Straße 66–68 ein Tageslicht-Atelier, in dem seine Frau retuschierte. In dem Atelier empfingen sie viele Kunden für Porträts und Gruppenaufnahmen. Der Kundenkreis erweiterte sich anschließend um Maler, Bildhauer und Erfinder, deren Arbeiten Hamann im Bild festhielt. Der Fotograf verfügte über eine von Carl Ramspeck eingerichtete „Photo-Säule“, mit der er automatisch binnen weniger Minuten kostengünstig Ferrotypien erstellen konnte.
Mit der Fertigstellung der Kaiser-Wilhelm-Straße, die das Gängeviertel erheblich veränderte, verlor Hamann 1893 die bisherige Laufkundschaft. Gemeinsam mit seinem ältesten Sohn, der die Fotografie gegen Ende des 19. Jahrhunderts bei seinem Vater gelernt hatte, baute er ein Atelier für Photographien aller Art auf, das als rares Zeugnis vergangener Zeit weitgehend erhalten blieb. Hamann nutzte Glasnegative in den Formaten 13 × 18 cm und 18 × 24 cm, vereinzelt auch 24 × 30 cm.  Als Fotograf beschäftigte er sich umfangreich mit der Stereoskopie. Zu den Kunden der Bilder aus Hamburg und Altona, aber auch der im Jahr 1895 stattgefundenen 14. Kieler Woche und gleichzeitigen Einweihung des Kaiser-Wilhelm-Kanals zählten die Firmen Kaiserpanorama aus Berlin und Léon & Lévy aus Paris.
Hamann bot in seinem Atelier viele Motive an: Für den Schulunterricht besuchte er den Zoologischen Garten, wo er Tiere fotografierte. Außerdem bot er Genrebilder, Fotografien von Gebäuden und Architektur, Konstruktionen aus Eisen und Bilder ländlicher Nutztiere an. Seine Bilder von Brieftauben, die er unter komplizierten Bedingungen gemacht hatte, waren bei der Ausstellung der Norddeutschen Photographischen Gesellschaft 1899 in Hamburg zu sehen. Der Fotograf erhielt hierfür eine Bronzemedaille und den „Ehrenpreis“. Hamann interessierte sich sehr für Hamburg und das Umland. Um die Jahrhundertwende fotografierte er das Leben und Treiben im Hamburger Hafen. Die Bilderserie erschien auch als Diapositiv in Schwarzweiß und Farbe und wurde für heimatkundliche Vorträge genutzt. Verlage und Presse kauften oftmals Hamanns Bilder vom Hafen und verschiedenen Stadtteilen Hamburgs. Außerdem wurden sie häufig als Postkartenmotive verwendet.

## Arbeiten für die HAPAG-Reederei
1899 bekam Hamann den größten Auftrag seiner Firmengeschichte: Albert Ballin, neuer Generaldirektor der HAPAG-Reederei, verpflichtete ihn, mehrere Stereografien des neugebauten Schnelldampfers Deutschland anzufertigen. Außerdem sollte er alle Kapitäne der HAPAG porträtieren. Ballin wollte somit die heimkehrenden Kapitäne richtig zuordnen können. In Johann und Heinrich Hamanns Atelier entstanden somit bis 1906 zahlreiche Cartes-de-Visite der Seeleute. 135 dieser Bilder sind in einem aufwendig gestalteten Einsteckalbum mit Ledereinband erhalten geblieben. Die „Kapitäne der Hamburg-Amerika Linie“ werden heute im Museum für Kunst und Gewerbe aufbewahrt.

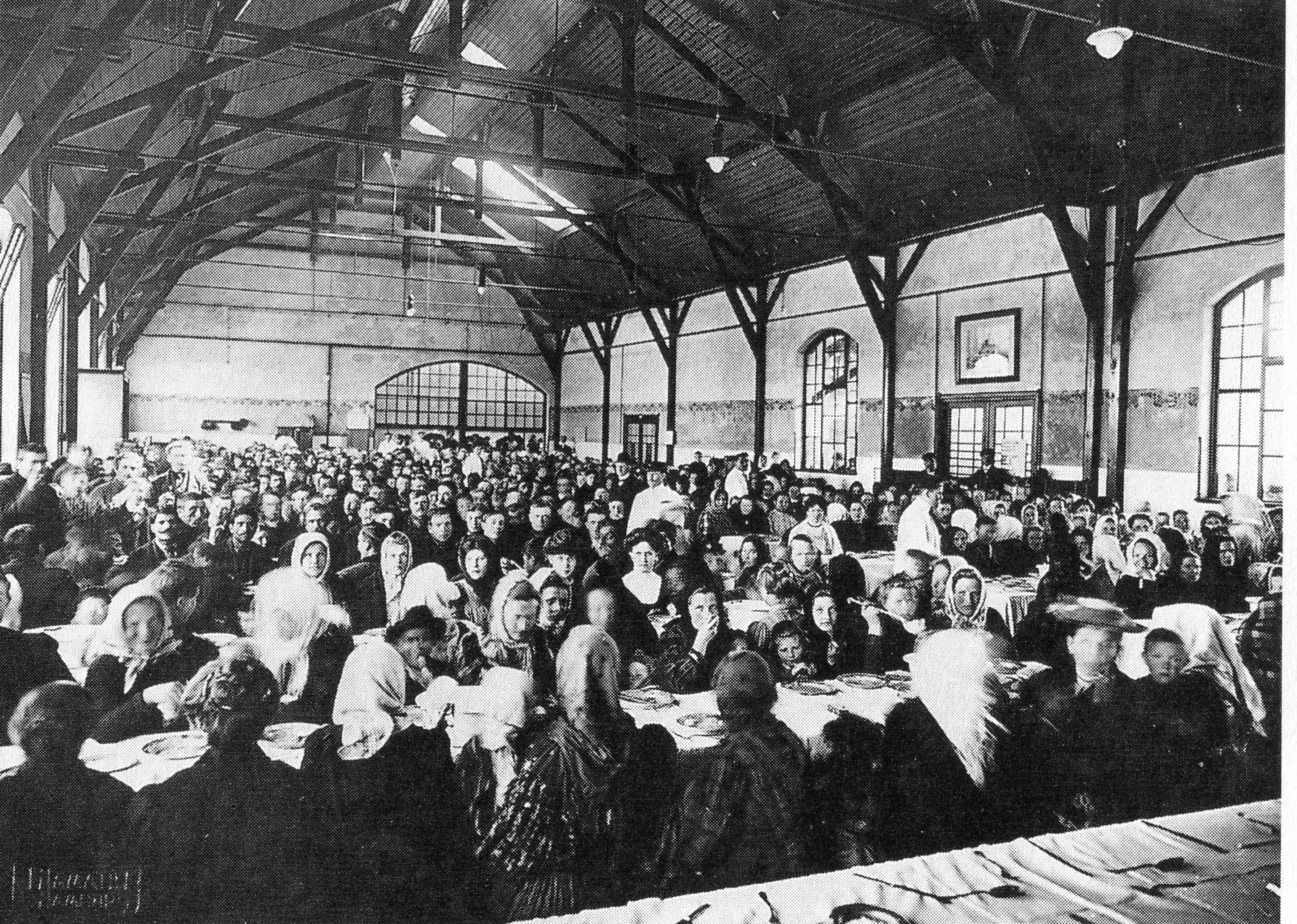
J. Hamann: Mittagessen in den Auswandererhallen, 1909

Daneben blieb Hamann im Auftrag der HAPAG die Zeit, den Abriss des berüchtigten Gängeviertels und Hafenszenen zu dokumentieren und 1909 eine bedeutende Fotoserie der Auswandererhallen auf der Veddel zu erstellen. Die Bilder entstanden im Rahmen von baulichen Erweiterungen der Reederei. Viele Aufnahmen gelangen nur, weil 1887 das Blitzlichtpulver erfunden worden war und damit neue Möglichkeiten der Fotografie außerhalb der Ateliers gegeben waren. Das Pulver brannte allerdings jeweils nur wenige Sekunden und war aufgrund des Magnesiumanteils feuergefährlich und nicht mit dem heute üblichen Blitzlicht vergleichbar. Hamann war der erste Hamburger Fotograf, der ab 1890 mit diesem Pulver auch außerhalb seines Ateliers arbeitete.
Als im Ersten Weltkrieg die Aufträge der HAPAG seltener wurden, zog sich Johann Hamann immer mehr aus der Firma zurück und überließ sie seinem Sohn. 1932 stürzte ein Schornstein auf das Glasdach und zerstörte das Atelier. In ihrem neuen Atelier am Valentinskamp 35 starb Johann Hinrich W. Hamann im Dezember 1935.

## Nachlass
Käthe und Heinrich Hamann verwalteten die von ihrem Vater hinterlassenen Werke. Nach ihrem Tode erhielt das Denkmalschutzamt Hamburg die Rechte an den Bildern und die Negative, die im Bildarchiv verwahrt wurden. Das Museum für Kunst und Gewerbe kaufte Hammans große Studiokamera inklusive Holzstativ neben dem Fotobuch der HAPAG-Kapitäne.

## Werke
incl. Beteiligungen
- Johann und Heinrich Hamann, Paul Wutcke, Carl-Friedrich Höge, Rudolf Dührkoop: Rund um die Gängeviertel Hamburg 1889–1930 (= Edition Photothek XIV). Dirk Nishen, Berlin 1986, ISBN 3-88940-214-3, S. 31.
- Johann Hamann, Timm Starl: Hamburg um die Jahrhundertwende. Dirk Nishen, Berlin 1987, ISBN 3-88940-009-4.
- Johann Hamann, Ulrich Keller (Vorwort): Mein Feld ist die Welt: die Hamburger Auswandererhallen (in Johann Hamanns Fotografien (1909)) (= Edition Fototank 1). König, Köln 1981, ISBN 3-88375-012-3, S. 80.